# Loki (série de televisão)
Loki é uma série americana criada para o Disney+ por Michael Waldron, baseada no personagem de mesmo nome da Marvel Comics. É a terceira série televisiva do Universo Cinematográfico Marvel (MCU) produzida pelo Marvel Studios, compartilhando continuidade com os filmes da franquia. A série ocorre após os eventos do filme Avengers: Endgame (2019), em que uma versão alternativa de Loki criou uma nova linha do tempo. Waldron é o roteirista principal, com Kate Herron dirigindo a primeira temporada, com Eric Martin e a dupla Justin Benson e Aaron Moorhead como roteiristas principais e liderando a equipe de direção da segunda temporada, respectivamente.
Tom Hiddleston reprisa seu papel como Loki da série de filmes, com Gugu Mbatha-Raw, Wunmi Mosaku, Eugene Cordero, Tara Strong, Owen Wilson, Sophia Di Martino, Jonathan Majors e Neil Ellice. Sasha Lane, Jack Veal, DeObia Oparei e Richard E. Grant  também estrelam na primeira temporada, com Rafael Casal, Kate Dickie, Liz Carr, Ke Huy Quan e Richard Dixon juntando-se para a segunda. Em setembro de 2018, o Marvel Studios estava desenvolvendo uma série de séries limitadas para o Disney+, centradas em personagens coadjuvantes dos filmes do UCM. Uma série protagonizada por Hiddleston como Loki foi confirmada em novembro de 2018. Waldron foi contratado em fevereiro de 2019, e Herron ingressou naquele mês de agosto. Foi revelado que Martin, que atuou como roteirista na primeira temporada, escreveria toda a segunda temporada em fevereiro de 2022, junto com Benson e Moorhead se juntando para dirigir a maioria dos episódios da temporada; Dan DeLeeuw e Kasra Farahani também dirigem a segunda temporada. As filmagens ocorreram em Atlanta, Geórgia, para a primeira temporada, com a segunda temporada sendo filmada no Reino Unido.
Loki estreou em 9 de junho de 2021. Sua primeira temporada, composta por seis episódios, foi concluída no dia 14 de julho e faz parte da Fase Quatro do MCU. Recebeu críticas positivas, com elogios às performances. Uma segunda temporada, também composta por seis episódios, foi exibida de 5 de outubro a 9 de novembro de 2023, como parte de Fase Cinco do UCM. 

## Sinopse
Depois de roubar o Tesseract durante os eventos de Avengers: Endgame, uma versão alternativa de Loki é trazida para a misteriosa Autoridade de Variância Temporal (AVT), uma organização burocrática que existe fora do tempo e do espaço, e monitora a linha do tempo. Eles dão a Loki uma escolha: ser apagado da existência por ser uma "variante do tempo" ou ajudar a consertar a linha do tempo e impedir uma ameaça maior. Loki acaba preso em seu próprio thriller policial, viajando no tempo, caçando uma versão feminina de si mesmo chamada Sylvie.
Após a primeira temporada terminar com a quebra da linha do tempo e a criação de um multiverso, a segunda temporada mostra Loki se unindo a Mobius M. Mobius, Caçadora B-15 e outros agentes da AVT "em uma batalha pela alma" da AVT. Isso inclui uma busca no multiverso por Sylvie, Ravonna Renslayer e Senhorita Minutos.

## Elenco e personagens
- Tom Hiddleston como Lokiː
O irmão adotivo de Thor e deus da travessura baseado na divindade mitológica nórdica de mesmo nome.[7] Esta é uma versão alternativa, a "variante do tempo" de Loki, que criou uma nova linha do tempo em Avengers: Endgame (2019) começando em 2012.[8] Por causa disso, ele não passou pelos eventos de Thor: The Dark World (2013) ou Thor: Ragnarok (2017) que reformou o personagem, anteriormente vilão, antes de sua morte em Avengers: Infinity War (2018).[9][10] Michael Waldron comparou Loki ao cofundador da Apple Inc. Steve Jobs, uma vez que ambos foram adotados e adoram estar no controle.[11] Hiddleston expressou interesse em retornar ao papel a fim de explorar os poderes de Loki, particularmente sua transformação, que atua na exploração da identidade em série.[10]

- Gugu Mbatha-Raw como Ravonna Renslayer:
Uma ex-caçadora da AVT que subiu na hierarquia para se tornar uma juiza respeitada; ela supervisiona a investigação da variante do Loki.[12][13] A diretora da primeira temporada, Kate Herron, comparou Mbatha-Raw e Renslayer a camaleões, e disse que Renslayer estava sempre "tentando dançar a linha" com Mobius sendo seu superior e amigo. Herron acrescentou que Mbatha-Raw trouxe um entusiasmo para Renslayer, ao mesmo tempo canalizando sua dor.[13]  Mbatha-Raw chamou Renslayer de "incrivelmente ambiciosa" e sentiu que havia um "choque de personalidade final" entre ela e Loki. Ela continuou dizendo que Renslayer tem "muito sobre os ombros" e tem que fazer "escolhas moralmente ambíguas", o que obriga a personagem a guardar segredos e construir camadas.[14] Waldron acreditava que Renslayer tinha "a criação de uma vilã muito complexa".[15]
- Wunmi Mosaku como Caçadora B-15:
Uma caçadora de ranking alto da AVT determinada a encontrar e apagar a variante responsável por derrubar as tropas dos Homens-Minuto.[16][13] Mosaku chamou B-15 de "fodona", fã leal da AVT, com grande afinidade pelos guardiões do tempo, que ela acredita serem deuses.[13] Mosaku sentiu-se atraída pela honestidade e habilidade da B-15 de ser ela mesma, observando: "Ela não tem nenhuma etiqueta social que atravesse ela e suas interações. O que ela sente e pensa é o que você vê e o que você tem".[17] A Caçadora B-15 foi originalmente escrito como um personagem masculino, mas mudou após a audição de Mosaku; ela apontou que o gênero do personagem não alterava a essência do tipo de personagem que B-15 deveria ser.[18]
- Eugene Cordero como Casey: Um recepcionista da AVT.[19] Cordero também interpreta o Caçador K-5E na nova AVT vista no final da temporada.[20]
- Tara Strong como Senhorita Minutos (Voz):
O relógio antropomórfico animado de IA que é mascote da AVT criada por Aquele Que Permanece, por quem ela é apaixonada.[21] Strong dubla a Senhorita Minutos com um "sotaque sulista",[22] que Herron sentiu ser uma representação de Waldron, já que ele é do sul dos Estados Unidos.[23] Seu design foi inspirado no Gato Félix e outros desenhos animados do início do século 20, com Herron chamando a Senhorita Minutos de um "personagem tipo Roger Rabbit".[22] Strong sentiu que a "informação terrível" que Senhorita Minutos tem a tarefa de transmitir era "a mistura perfeita de quem ela é", já que é dito "com um sorriso no rosto".[18]
- Owen Wilson como Mobius M. Mobius:
Um agente da AVT que se especializou na investigação de criminosos do tempo particularmente perigosos.[13][10] A diretora Kate Herron comparou Mobius a um detetive durão,[24] com Wilson comparando-o ao personagem Jack Cates em 48 Horas (1982).[13] Kevin Feige notou que o personagem é semelhante a Wilson no sentido de que ele não se incomoda com o MCU.[10]
- Sophia Di Martino como Sylvie:
Uma variante do Loki que está atacando a "Linha do Tempo Sagrada" e tem poderes de encantamento.[4][25] Ela não se considera uma Loki, usando o nome "Sylvie" como pseudônimo.[26] Enquanto Sylvie foi inspirada por Sylvie Lushton / Encantor e Lady Loki dos quadrinhos, ela é uma pessoa diferente com uma história de fundo diferente das personagens, assim como o Loki de Hiddleston.[27][28] Di Martino manteve seu sotaque regional para Sylvie, a fim de não soar "muito chique ou muito falado" para ajudar a refletir a vida que Sylvie viveu.[28] Hiddleston sentiu que Di Martino incorporou "certas características" que ele usa para Loki para retratar a Variante, enquanto ainda torna a personagem "completamente sua".[29] Uma extensa história de fundo da personagem foi escrita pela roteirista da série Elissa Karasik, com Waldron esperançoso de que parte do material pudesse ser apresentado na segunda temporada.[30]
- Sasha Lane como Caçadora C-20: Uma caçadora da AVT sequestrada e enfeitiçada por Sylvie para revelar a localização dos Guardiões do Tempo.[31]
- Jack Veal como Kid Loki: Uma jovem variante de Loki que criou um Evento Nexus matando Thor e que se considera o rei do Vazio.[32][33]
- DeObia Oparei como Boastful Loki: Uma variante de Loki que exagera sobre suas realizações.[33]
- Richard E. Grant como Loki Clássico:
Uma variante de Loki mais velha que fingiu sua morte para escapar de ser morta por Thanos e decidiu viver sua vida em reclusão até se tornar solitário.[32] O Loki Clássico tem a habilidade de conjurar ilusões maiores e mais elaboradas do que o Loki.[34]
- Jonathan Majors como Aquele Que Permanece e Victor Timely: Variantes de Kang, o Conquistador.[35][36]
  - Aquele Que Permanece é um cientista do século 31 que encerrou a primeira guerra multiversal destruindo "variantes malignas" de si mesmo e criou a AVT para impedir a formação de um novo multiverso e impedir que suas variantes voltassem à existência.[37] Ele é uma criação original para a série inspirada em um personagem dos quadrinhos de mesmo nome e também no personagem Immortus.[37][38]
  - Victor Timely é um industrial e inventor em 1893 em uma linha do tempo ramificada que criou uma versão inicial do Tear Temporal. Ele gagueja e tem uma personalidade estranha e tímida, e atua como um vigarista vendendo suas criações aos outros.[21] Discutindo a personalidade contrastante de Timely com outras variantes de Kang, o produtor executivo Kevin R. Wright disse que foi "divertido" ter Timely sendo "uma espécie de inventor excêntrico e silencioso que talvez esteja, tipo, um pouco fora do tempo e fora do lugar " em vez da expectativa de que a próxima variante Kang apareça no MCU como "algum vilão de ficção científica do futuro".[39] A Marvel Studios estava animada para continuar explorando Kang e suas variantes na temporada, particularmente querendo Timely para Loki, com Wright observando que sua inclusão e integração seriam “uma grande parte” da temporada.[40]

- Rafael Casal como Caçador X-5 / Brad Wolfe:
Um caçador da AVT com uma ligação estreita com a General Dox.[41] Casal chamou o Caçador X-5 de "espelho de Loki—outra pessoa que se sente injustiçada. Ele é um personagem um pouco perdido e quase parece uma versão anterior de Loki, refletindo sobre ele".[42] O diretor Dan DeLeeuw chamou X-5 de "mais um vilão direto, mais pesado; um contraste para Loki".[43] X-5 encontra sua vida real na Linha do Tempo Sagrada e se torna o ator Brad Wolfe. DeLeeuw achou que Casal "trouxe uma humanidade interessante" para sua interpretação de Wolfe, explicando que foi sua escolha se tornar Wolfe para se libertar da AVT como a realidade do X-5. Além disso, a equipe criativa “não resistiu” a ter um personagem que não acreditava mais na realidade da AVT se tornar ator, já que Wolfe agora “ganha a vida como uma percepção da realidade”.[43]
- Kate Dickie como General Dox: Uma general da AVTque faz parte do novo conselho de juízes após o desaparecimento de Renslayer.[44] Ela está procurando por Sylvie e ainda acredita na missão da AVT de podar linhas do tempo ramificadas.[45]
- Liz Carr como Juíza Gamble: Uma juíza da AVT que faz parte do novo conselho.[41]
- Neil Ellice como Caçador D-90: Um caçador da AVT.[46]
- Ke Huy Quan como Ouroboros "O.B.":
Um agente da AVT que trabalha no Departamento de Reparos e Avanços.[40][36] Descrito como o "reparador peculiar", Wright explicou que cada peça de tecnologia da AVT foi projetada por O.B. ou ele sabe como consertá-lo e mantê-lo operacional.[40]
- Richard Dixon como Robber Baron: Um industrial que compra uma invenção defeituosa de Victor Timely na Feira Mundial de Chicago de 1893.[47]

## Episódios

### 1ª Temporada (2021)
| N.º | Título                  | Dirigido por | Escrito por                   | Exibição original   |
| --- | ----------------------- | ------------ | ----------------------------- | ------------------- |
| 1   | "Glorious Purpose"      | Kate Herron  | Michael Waldron               | 9 de junho de 2021  |
| 2   | "The Variant"           | Kate Herron  | Elissa Karasik                | 16 de junho de 2021 |
| 3   | "Lamentis"              | Kate Herron  | Bisha K. Ali                  | 23 de junho de 2021 |
| 4   | "The Nexus Event"       | Kate Herron  | Eric Martin                   | 30 de junho de 2021 |
| 5   | "Journey into Mystery"  | Kate Herron  | Tom Kauffman                  | 7 de julho de 2021  |
| 6   | "For All Time. Always." | Kate Herron  | Michael Waldron & Eric Martin | 14 de julho de 2021 |

### 2ª Temporada (2023)
| N.º | Título             | Dirigido por                   | Escrito por                                                                      | Exibição original     |
| --- | ------------------ | ------------------------------ | -------------------------------------------------------------------------------- | --------------------- |
| 1   | "Ouroboros"        | Justin Benson e Aaron Moorhead | Eric Martin                                                                      | 5 de outubro de 2023  |
| 2   | "Breaking Brad"    | Dan DeLeeuw                    | Eric Martin                                                                      | 12 de outubro de 2023 |
| 3   | "1893"             | Kasra Farahani                 | Teleplay by : Eric Martin, Kasra Farahani e Jason O'Leary Story by : Eric Martin | 19 de outubro de 2023 |
| 4   | "Heart of the TVA" | Justin Benson e Aaron Moorhead | Eric Martin e Katharyn Blair                                                     | 26 de outubro de 2023 |
| 5   | "Science/Fiction"  | Justin Benson e Aaron Moorhead | Eric Martin                                                                      | 2 de novembro de 2023 |
| 6   | "Glorious Purpose" | Justin Benson e Aaron Moorhead | Eric Martin                                                                      | 9 de novembro de 2023 |

## Produção

### Desenvolvimento
Em setembro de 2018, a Marvel Studios estava desenvolvendo várias séries limitadas para o serviço de streaming de sua empresa-mãe Disney, o Disney+, centradas em personagens coadjuvantes dos filmes do UCM que não haviam estrelado em seus próprios filmes, como Loki; esperava-se que os atores que retratavam os personagens dos filmes reprisassem seus papéis para a série limitada. A série deveria ter de seis a oito episódios cada e ter um "orçamento robusto que rivaliza com o de uma grande produção de estúdio". A série seria produzida pela Marvel Studios, ao invés da Marvel Television, que produziu séries de televisão anteriores no UCM. Acreditava-se que o presidente da Marvel Studios, Kevin Feige, estava assumindo um "papel prático" no desenvolvimento de cada série, focando na "continuidade da história" com os filmes e "lidando" com os atores que estariam reprisando seus papéis do filmes. O CEO da Disney, Bob Iger, confirmou em novembro que uma série centrada em Loki estava em desenvolvimento e que Tom Hiddleston deveria repetir seu papel da série de filmes.
Esperava-se que a série seguisse Loki enquanto ele "surge ao longo da história da humanidade como um improvável influenciador em eventos históricos". O Marvel Studios escolheu fazer uma série sobre Loki por causa do potencial de sua história, e porque ele viveu por milhares de anos no MCU e uma série poderia preencher as lacunas de suas várias aventuras invisíveis. A série também forneceu à Marvel Studios a oportunidade de trabalhar mais com Hiddleston, explorar o personagem além de seu papel coadjuvante nos filmes e mostrar a ele construir novos relacionamentos ao invés de apenas desenvolver seu relacionamento com Thor. Isso permitiu que as aparições anteriores de Loki em filmes mantivessem sua integridade, de forma que a série não precisasse recapitular essas histórias.
Hiddleston considerou a morte de Loki em Avengers: Infinity War (2018) como o fim emocional do arco do seu personagem, embora soubesse quando filmou a cena da morte que faria uma pequena aparição em Avengers: Endgame (2019). A cena de Endgame mostra uma versão de 2012 de Loki escapando com o Tesseract, o que não foi planejado pelos roteiristas para criar uma futura série de televisão, já que Loki não foi planejada. Hiddleston não sabia para onde Loki tinha ido com o Tesseract quando ele filmou a cena em 2017, e não soube dos planos para Loki até cerca de seis semanas antes do lançamento de Guerra Infinita. Ele manteve os planos para a série em segredo até o anúncio oficial no final de 2018, e mais tarde expressou entusiasmo por ser capaz de desenvolver Loki de forma diferente, pegando uma versão anterior do personagem e colocando-o em contato com novos e mais "formidáveis" oponentes.
Michael Waldron foi contratado como roteirista principal e produtor executivo da série em fevereiro de 2019, e também foi escalado para escrever o primeiro episódio. Em agosto de 2019, Kate Herron foi anunciada como diretora e produtora executiva. Além de Waldron e Herron, os produtores executivos da série incluem Feige, D'Esposito, Alonso, Broussard e Hiddleston. A primeira temporada consiste em seis episódios de 40 a 50 minutos.
Loki foi originalmente planejado como uma única temporada, mas durante a produção da primeira temporada percebeu-se que havia "muito para explorar com Loki" e a história poderia continuar; o desenvolvimento de uma segunda temporada começou em novembro de 2020. Em janeiro de 2021, Waldron assinou um acordo geral com a Disney e parte desse acordo incluía seu envolvimento na segunda temporada de Loki "de alguma forma". O produtor da Marvel Studios, Nate Moore, que atuou como produtor executivo da série The Falcon and the Winter Soldier, acreditava que Loki tinha histórias "realmente irreverentes, inteligentes e legais" que davam à série várias temporadas, em vez de ser um evento único. Uma segunda temporada foi confirmada através de uma cena no meio dos créditos no final da primeira temporada. Herron disse que não retornaria como diretora para a segunda temporada, e em julho de 2021, Waldron disse que "ainda iria ver" se ele estaria envolvido. Em fevereiro de 2022, a dupla de diretores Justin Benson e Aaron Moorhead foram contratados para dirigir a maioria dos episódios da segunda temporada, enquanto Eric Martin, um roteirista da primeira temporada que assumiu algumas das funções de Waldron durante a produção naquela temporada, foi escolhido para escrever a segunda temporada de seis episódios. Benson e Moorhead dirigiram anteriormente dois episódios de Moon Knight (2022), que foram "tão bem" que a Marvel Studios queria que a dupla trabalhasse em outros projetos, e eles foram rapidamente escolhidos para a segunda temporada de Loki. Hiddleston e Waldron foram escolhidos para retornarem como produtores executivos na época.

### Roteiro
A série começa após Avengers: Endgame, que mostrou Loki roubando o Tesseract durante os eventos de 2012 de The Avengers (2012), criando uma linha do tempo alternativa dos principais filmes do UCM. Na primeira temporada, a variante do tempo de Loki viaja no tempo e altera a história da humanidade, com um "homem em fuga" e uma qualidade de ficção científica "inesperada"; a temporada também explora a identidade de Loki. Loki se apaixona por sua variante feminina, Sylvie, na temporada, que foi uma grande parte do argumento de Waldron para a série. Ele observou que eles não tinham certeza se retratar Loki se apaixonando por outra versão de si mesmo era "muito louco". Ele continuou dizendo que Loki era "em última análise, sobre amor próprio, autorreflexão e perdão a si mesmo" e "parecia certo" para a série ser a primeira "história de amor real" do personagem.
Feige declarou em novembro de 2019 que a série teria relação com Doctor Strange in the Multiverse of Madness (2022), mas em maio de 2021 ele não reconfirmaria isso ou se a série teria relação com qualquer outro projeto do UCM, embora ele tenha dito que a série "estabeleceria as bases" para o futuro do UCM. Waldron observou que, como com todas as propriedades do UCM, o objetivo era que Loki tivesse "ramificações de amplo alcance" em toda a franquia. No final da primeira temporada, o "homem por trás da cortina" da AVT é revelado como Aquele Que Permanece, uma variante do personagem de Quantumania, Kang, o Conquistador. Jonathan Majors interpreta ambos os papéis, e Waldron sentiu que fazia "muito sentido" apresentar Majors na série, já que Kang é um "adversário multiversal que viaja no tempo" e é considerado o "próximo grande vilão do crossover". O final da primeira temporada também é uma preparação para os eventos de Doctor Strange in the Multiverse of Madness, e elementos de Spider-Man: No Way Home (2021).

### Elenco
Com o anúncio da série em novembro de 2018, esperava-se que Hiddleston repetisse seu papel como Loki, com seu envolvimento confirmado em fevereiro de 2019 pelo presidente do Walt Disney Studios, Alan F. Horn. Em setembro de 2019, Sophia Di Martino foi escalada para o papel "altamente contestado" de Sylvie, uma variante feminina de Loki. Waldron queria escalar uma atriz para o papel que combinasse com a energia que Hiddleston trouxe para Loki, e descreveu Di Martino como uma atriz britânica talentosa, sem muita familiaridade para o público dos EUA cujo trabalho anterior o havia "surpreendido". Em janeiro de 2020, Owen Wilson se juntou ao elenco como "um personagem de destaque", mais tarde sendo revelado como Mobius M. Mobius, com Gugu Mbatha-Raw escalada no mês seguinte como a protagonista feminina Ravonna Renslayer, também considerada uma "personagem proeminente".
Em março de 2020, Richard E. Grant foi escalado para um único episódio da série como Loki Clássico. Em setembro daquele ano, Jonathan Majors foi escalado como Kang, o Conquistador no filme Ant-Man and the Wasp: Quantumania, com executivos do Marvel Studios, o diretor de Quantumania, Peyton Reed, Waldron e Herron, todos envolvidos na escalação desde que Majors foi confirmado para aparecer pela primeira vez em Loki como uma variante de Kang chamada Aquele Que Permanece. Ao escolher o elenco para o papel, Waldron esperava encontrar alguém "carismático e magnético" que atraísse o público com o papel, como faz com Loki e Sylvie na série. Embora esta variante não seja Kang, Herron observou que a série "define a mesa para [suas] saídas futuras" e chamou de "uma enorme responsabilidade e privilégio" apresentar o personagem. Sasha Lane também foi revelada como Caçadora C-20 no final do mês. Em dezembro, a escalação de Wunmi Mosaku foi revelada, com Mosaku interpretando Caçadora B-15.
Em abril de 2021, foi revelado que Eugene Cordero apareceria na série como Casey, e mais tarde como Caçador K-5E, enquanto Tara Strong foi revelada como a voz da Senhorita Minutos com a estreia da série. Strong, que teve que fazer um teste para o papel, originalmente criou três versões da personagem para apresentar à equipe de criação: uma em que ela fez a personagem com um sotaque, uma que era "um pouco mais I.A." e outra que tinha mais emoção. Jack Veal e DeObia Oparei também estrelam como as variantes Kid Loki e Boastful Loki, respectivamente.

### Filmagens
As filmagens da primeira temporada ocorreram no Pinewood Atlanta Studios, com Autumn Durald como diretora de fotografia. As filmagens locais ocorreram na área metropolitana de Atlanta. A produção da série foi interrompida devido à pandemia de COVID-19. As filmagens da segunda temporada ocorreram no Pinewood Studios, no Reino Unido, com Isaac Bauman como diretor de fotografia.

### Efeitos Visuais
Os efeitos visuais foram fornecidos por Cantina Creative, Crafty Apes, Digital Domain, FuseFX, Industrial Light & Magic, Luma Pictures, Method Studios, Rise, Rodeo FX e Trixter.

### Música
A compositora Natalie Holt começou a trabalhar na série em agosto de 2020. A trilha sonora da série será lançada digitalmente pela Marvel Music e Hollywood Records em dois volumes: a música dos três primeiros episódios foi lançada em 2 de julho de 2021, e as músicas dos três últimos episódios foram lançadas em 23 de julho. A faixa dos créditos finais, "TVA", foi lançada como single em 11 de junho.

## Lançamento
Loki estreou no Disney+ no dia 09 de junho de 2021, sendo lançada semanalmente às quartas-feiras, e consistirá em seis episódios. A série foi originalmente agendada para ser lançada em maio de 2021, antes de ser deslocada para 11 de junho de 2021 e, em seguida, para dois dias antes. Faz parte da Fase Quatro do UCM.

## Recepção

### Audiência do público
Em maio de 2022, Feige anunciou que Loki era a série do Disney+ mais assistida da Marvel Studios até o momento.

### Resposta da crítica
O site agregador de resenhas Rotten Tomatoes relata uma taxa de aprovação de 96% com uma classificação média de 7,82 / 10, com base em 57 análises. O consenso crítico diz: "Uma divertida diversão do UCM como conhecemos, Loki vê com sucesso a estrela Tom Hiddleston pular de vilão amado a anti-herói cativante — com uma pequena ajuda de um adorável Owen Wilson — em uma série que é tão fora de forma, encantadora e vagamente perigosa como o próprio semideus". O Metacritic, que usa uma média ponderada, atribuiu uma pontuação de 73 em 100 com base em 21 críticos, indicando "avaliações geralmente favoráveis".

### Reconhecimentos
| Prêmio                                    | Data da Cerimônia      | Categoria                                           | Recebedor(es)                                                                                          | Resultado | Ref(s)  |
| ----------------------------------------- | ---------------------- | --------------------------------------------------- | --- | --------- | ------- |
| Dragon Awards                             | 5 de setembro de 2021  | Melhor série de TV de ficção científica ou fantasia | Loki                                                                                                   | Indicado  | [ 108 ] |
| Harvey Awards                             | 8 de outubro de 2021   | Melhor Adaptação de Quadrinhos / Graphic Novel      | Loki                                                                                                   | Indicado  | [ 109 ] |
| World Soundtrack Awards                   | 23 de outubro de 2021  | Melhor Compositor de TV                             | Natalie Holt                                                                                           | Indicado  | [ 110 ] |
| Hollywood Professional Association Awards | 18 de novembro de 2021 | Melhores efeitos especiais                          | Dan DeLeeuw, David Seager, Alexandra Greene, George Kuruvilla e Dan Mayer (por "Journey into Mystery") | Pendente  | [ 111 ] |
| People's Choice Awards                    | 7 de dezembro de 2021  | Série Favorita                                      | Loki                                                                                                   | Pendente  | [ 112 ] |
| People's Choice Awards                    | 7 de dezembro de 2021  | Ator de TV Favorito                                 | Tom Hiddleston                                                                                         | Pendente  | [ 112 ] |
| People's Choice Awards                    | 7 de dezembro de 2021  | Série Digna de 2021                                 | Loki                                                                                                   | Pendente  | [ 112 ] |
| People's Choice Awards                    | 7 de dezembro de 2021  | Série de Ficção e Fantasia                          | Loki                                                                                                   | Pendente  | [ 112 ] |

## Documentário especial
Em fevereiro de 2021, foi anunciada a série documental Assembled. O especial Assembled: The Making of Loki, entra nos bastidores do making of da série, apresentando Waldron, Herron, Hiddleston, Mbatha-Raw, Mosaku, Wilson, Di Martino, Oparei, Grant e Majors. O especial foi lançado no Disney+ em 21 de julho de 2021.